# Boris Karlow
Boris Karlow (auch Boris Karlov geschrieben, bulgarisch Борис Карлов, * 11. August 1924 in Sofia; † 14. Dezember 1964 in Kraljevo) war ein bulgarischer Akkordeonspieler.

## Leben
Boris Karlow wurde in Sofia in eine Roma-Familie geboren. Sein Vater Karlo Aliew war Trompeter einer bekannten Brass Band der 1930er-Jahre. Schon in frühem Alter trat er, beeinflusst durch die Bulgarische Volksmusik, in die Band ein und spielte dort unter anderem Tambura und Akkordeon. Zunächst auf einem einfachen 48-Basis Instrument, später auf einem 120-Basis Instrument und schließlich auf einem, eigens für ihn angefertigten, italienischen Akkordeon.
In den 1950er-Jahren war die Nachfrage nach Karlows und dessen Musik nicht nur in Bulgarien, sondern auch in Jugoslawien und Österreich groß. Er gab deshalb zahlreiche Konzerte und sammelte dabei positive Kritiken. Karlow entwickelte im Laufe seines Lebens eine eigene Spielweise auf dem Akkordeon. Er arrangierte Melodien, die ursprünglich auf Instrumenten wie der Kaval oder der Gajda gespielt wurden, für das Akkordeon neu und verlieh so der traditionellen bulgarischen Musik mit Respekt zu ihren Ursprüngen einen neuen Charakter.
Boris Karlow starb auf einer Konzert-Tournee in Kraljevo an einer Nieren-Infektion.
Seine Stücke wurden u. a. vom Bulgarischen Nationalradio aufgenommen. 40 Lieder, darunter verschiedene Horos und andere seltene Aufnahmen, erschienen auf einer Doppel-CD.